# Joan La Barbara
Joan La Barbara, née le 8 juin 1947 à Philadelphie, est une chanteuse et compositrice américaine de musique contemporaine. 
Ancienne élève de Helen Boatwright, elle travaille avec son mari Morton Subotnick ainsi qu'avec beaucoup d'autres compositeurs contemporains comme John Cage, Robert Ashley, Morton Feldman, Philip Glass, Larry Austin, Peter Laurence Gordon et le danseur Merce Cunningham.
Elle travaille également avec Kenneth Goldsmith et compose la musique du film d'animation Signing Alphabet d'1, rue Sésame.
Bien qu'elle soit surtout connue pour ses capacités vocales et ses techniques étendues, elle est aussi une compositrice accomplie et respectée.

## Œuvre
- Voice Is the Original Instrument: Early Works (1976/2003). Wizard 2266/Lovely Music 3003.
- Sound Paintings
- Shamansong (New World Music)
- The Reluctant Gypsy (Wizard Records) RVW 2279